# Качмаш
Качмаш (В верховье Казмаш) — река в России, протекает в Республике Башкортостан. Впадает в реку Калтаса справа на 17 км от устья. Длина реки составляет 20 км. В 9,1 км от устья по правому берегу впадает река Кокуш.

## Данные водного реестра
По данным государственного водного реестра России относится к Камскому бассейновому округу, водохозяйственный участок реки — Белая от города Бирск и до устья, речной подбассейн реки — Белая. Речной бассейн реки — Кама.
Код объекта в государственном водном реестре — 10010201612111100026305.